# Jamaica Beach
Jamaica Beach város az USA Texas államában, Galveston megyében. Lakosainak száma 1078 fő (2020. április 1.).

## Népesség
A település népességének változása:

| 2010 | 983   |
| 2020 | 1 078 |